# Gran Premio motociclistico di Cecoslovacchia 1970
Il Gran Premio motociclistico di Cecoslovacchia fu l'ottavo appuntamento del motomondiale 1970.
Si svolse il 19 luglio 1970 sul Circuito di Brno, e corsero tutte le classi meno la 500. In risposta alle proteste del precedente GP, furono migliorati gli ingaggi per i piloti.
In 350 ennesima vittoria di Giacomo Agostini (davanti a Renzo Pasolini), che gli permise di rivincere il titolo della categoria. Alla partenza si verificò un incidente tra Silvio Grassetti e il canadese Frankie, nel quale Grassetti riportò ferite alla fronte e Frankie serie ferite.
Nella gara della 250, il ritiro di Rodney Gould diede a Kelvin Carruthers, in volata su Kent Andersson, la vittoria e nuove speranze per la riconferma del titolo di categoria.
Nelle gare di 50 e 125 doppio ritiro di Ángel Nieto: ad approfittarne furono l'olandese Aalt Toersen in 50 e Gilberto Parlotti in 125; quella di Parlotti fu la prima vittoria per la Morbidelli.
Nei sidecar, vittoria per Klaus Enders, nonostante un incidente in prova che lo costrinse a cambiare passeggero (al posto di Wolfgang Kalauch, finito in ospedale, fu chiamato Ralf Engelhardt).

## Classe 350

### Arrivati al traguardo
| Pos | Pilota            | Moto      | Tempo     | Punti |
| --- | ----------------- | --------- | --------- | ----- |
| 1   | Giacomo Agostini  | MV Agusta | 59' 13" 7 | 15    |
| 2   | Renzo Pasolini    | Benelli   | +33" 5    | 12    |
| 3   | Kent Andersson    | Yamaha    | +2' 02" 2 | 10    |
| 4   | Kelvin Carruthers | Yamaha    | +2' 52" 8 | 8     |
| 5   | Dieter Braun      | MZ        | +3' 33" 2 | 6     |
| 6   | Martti Pesonen    | Yamaha    | +4' 52" 5 | 5     |
| 7   | Jack Findlay      | Yamaha    | +5' 08" 3 | 4     |
| 8   | Theo Bult         | Yamaha    | +5' 13" 2 | 3     |
| 9   | Bosse Granath     | Yamaha    | +5' 39" 5 | 2     |
| 10  | Chas Mortimer     | Yamaha    | +5' 41" 2 | 1     |

## Classe 250

### Arrivati al traguardo
| Pos | Pilota           | Moto   | Tempo     | Punti |
| --- | ---------------- | ------ | --------- | ----- |
| 1   | Kel Carruthers   | Yamaha | 50' 26" 2 | 15    |
| 2   | Kent Andersson   | Yamaha | +00" 9    | 12    |
| 3   | Jarno Saarinen   | Yamaha | +1' 47" 8 | 10    |
| 4   | Theo Bult        | Yamaha | +1' 51"   | 8     |
| 5   | Bosse Granath    | Yamaha | +1' 52" 7 | 6     |
| 6   | Chas Mortimer    | Yamaha | +1' 53" 5 | 5     |
| 7   | Leo Commu        | Yamaha | +1' 53" 8 | 4     |
| 8   | Dieter Braun     | MZ     | +2' 05" 7 | 3     |
| 9   | Lothar John      | Yamaha | +2' 47" 4 | 2     |
| 10  | Teuvo Länsivuori | Yamaha | +2' 47" 8 | 1     |

## Classe 125

### Arrivati al traguardo
| Pos | Pilota            | Moto       | Tempo     | Punti |
| --- | ----------------- | ---------- | --------- | ----- |
| 1   | Gilberto Parlotti | Morbidelli | 49' 10" 6 | 15    |
| 2   | Dieter Braun      | Suzuki     | +17" 4    | 12    |
| 3   | Dave Simmonds     | Kawasaki   | +59"      | 10    |
| 4   | Aalt Toersen      | Suzuki     | +1' 01" 2 | 8     |
| 5   | Börje Jansson     | Maico      | +1' 31"   | 6     |
| 6   | János Reisz       | MZ         | +2' 06" 4 | 5     |
| 7   | Jürgen Lenk       | MZ         | +2' 40" 3 | 4     |
| 8   | László Szabó      | MZ         | +2' 41"   | 3     |
| 9   | Luigi Rinaudo     | Aermacchi  | +3' 30" 1 | 2     |
| 10  | Heinz Kriwanek    | Rotax      | +3' 31" 3 | 1     |

## Classe 50

### Arrivati al traguardo
| Pos | Pilota            | Moto     | Tempo     | Punti |
| --- | ----------------- | -------- | --------- | ----- |
| 1   | Aalt Toersen      | Jamathi  | 42' 15" 9 | 15    |
| 2   | Rudolf Kunz       | Kreidler | +18" 4    | 12    |
| 3   | Salvador Cañellas | Derbi    | +31"      | 10    |
| 4   | Martin Mijwaart   | Jamathi  | +1' 30" 1 | 8     |
| 5   | Michal Stripačuk  | Jamathi  | +2' 17"   | 6     |
| 6   | Luigi Rinaudo     | Tomos    | +4' 00" 4 | 5     |
| 7   | Harald Bartol     | Kreidler | +4' 24" 7 | 4     |
| 8   | Lasse Johansson   | Maico    | +4' 24" 8 | 3     |
| 9   | Hans Kroismayr    | Kreidler | +1 giro   | 2     |
| 10  | Jan de Vries      | Kreidler |           | 1     |

## Classe sidecar

### Arrivati al traguardo
| Pos | Pilota               | Passeggero       | Moto      | Tempo     | Punti |
| --- | -------------------- | ---------------- | --------- | --------- | ----- |
| 1   | Klaus Enders         | Ralf Engelhardt  | BMW       | 48' 51" 2 | 15    |
| 2   | Georg Auerbacher     | Hermann Hahn     | BMW       | +21" 4    | 12    |
| 3   | Arsenius Butscher    | Josef Huber      | BMW       | +23" 6    | 10    |
| 4   | Horst Owesle         | Julius Kremer    | Münch-URS | +1' 28" 2 | 8     |
| 5   | Jean-Claude Castella | Albert Castella  | BMW       | +1' 45"   | 6     |
| 6   | Siegfried Schauzu    | Peter Rutterford | BMW       | +2' 41" 6 | 5     |
| 7   | Richard Wegener      | Adi Heinrichs    | BMW       |           | 4     |
| 8   | Hermann Binding      | Helmut Fleck     | BMW       |           | 3     |
| 9   | Gustav Pape          | Franz Kallenberg | BMW       |           | 2     |
| 10  | Egon Schons          | Karl Lauterbach  | BMW       |           | 1     |